# 松應寺 (岡崎市)
松應寺（しょうおうじ）は、愛知県岡崎市松本町にある浄土宗の寺院。山号は能見山。本尊は阿弥陀如来。

## 概要
1560年（永禄3年）、徳川家康が父松平広忠菩提のため、隣誉月光を開山として本寺を創建した。手植えの松が緑深く、東方に伸長するのを見て家康は「我が祈念に應ずる松なり」と言ったという。ここから「松應寺」と名付けられた。
広忠は一説に天文18年3月6日（1549年4月3日）、家臣岩松八弥に殺害されたと言われており、能見原で荼毘にふされた。
慶長期に入ると、松平氏ゆかりの寺社は家康の先祖に対する権威付けにより寺格が高められた。慶長7年（1602年）6月14日付で能見・菅生村に朱印地100石が寄進され、慶長10年（1605年）の広忠57回忌に際しては、松廟・拝殿・鳥居・玉垣をはじめ、坊中の浄誓寺・善入院・西光院・宗慶院・貞照院・林塔庵・存入庵・伝宗庵8か院に至るまでの再建工事が行われた。
慶長17年（1612年）1月7日、家康は、三河吉良で狩りをするとして駿府城を発した。14日から数日、吉良で鷹狩に明け暮れたあと、20日に岡崎城に入った。26日、家康は大樹寺に参拝。法要のあと銀50枚を寄せ、さらに松應寺に詣でてて法要を営み、同様に銀50枚を布施した。名古屋城で石垣や堀の工事の指揮をしたのち、岡崎を経由して、2月6日に駿府城に戻った。
元和9年（1623年）、徳川秀忠と徳川家光が上洛の途中で本寺を参拝。
寛永10年（1633年）、徳川家光が大造営を行い、翌寛永11年（1634年）、常紫衣綸旨を受けた。文化2年（1805年）、太子堂が建立される。
慶応元年（1865年）5月16日、第二次長州征討のため、第14代将軍の徳川家茂は江戸を出発。同月、岡崎に入り、大樹寺を参拝した際に松應寺にも立ち寄った。
1945年（昭和20年）7月20日、岡崎空襲により、御廟所と太子堂を除き焼失。1952年（昭和27年）、現在の本堂が落成した。
付近では老朽化した空き家の増加が進んでおり、この問題を解消するべく、2011年（平成23年）に地域住民やNPO法人と「松應寺横丁プロジェクト」を開始。同年7月から路地や空き家を活用した「松應寺横丁にぎわい市」を年数回開いている。2012年（平成24年）9月30日、旧料亭の空き家を活用した飲食店「松本なかみせ亭」がオープン。かつての夜の街は「昼の街」へと変貌を遂げ、2018年（平成30年）現在、置屋などの古民家12軒のうち、洋菓子店、軽食や雑貨の販売店など7軒が稼働している。
「あいちトリエンナーレ2013」においては本寺が会場の一つに選ばれた。最終日の2013年（平成25年）10月27日には「クロージングイベント また逢う日まで」が開催された。あいちトリエンナーレがきっかけで初めてこの地を訪れた女性はひとめぼれし、1年かけて古民家を工事。路地に洋菓子店を開いた。

## ギャラリー
- 境内
- 松平広忠公御廟所
- 土塀を整備中の松平広忠公御廟所
- 尾張徳川家初代の徳川義直が寄進した梵鐘（銘は林羅山）。
- あいちトリエンナーレ2013の最終日
- 松應寺横丁にぎわい市
- 松應寺横丁のカフェ
- 裏路地の空き家は「松應寺横丁プロジェクト」により徐々に生まれ変わっている[8]。

## 文化財
以下の物件が市の指定文化財に指定されている。
2018年（平成30年）4月3日、岡崎市教育委員会は下記の「松平広忠公御廟所」について、文化財の指定範囲を20倍以上に広げた。最近の調査により建造当初の構造が明らかとなったため。
2019年（令和元年）9月1日、「松平広忠公御廟所」は歴史的風致形成建造物に指定された。
2022年（令和4年）5月1日、「松平広忠公御廟所」の修復工事の完了を祝う法要が行われた。2015年（平成27年）9月の大雨により崩落した全長約60メートル、高さ約1.8メートルの土塀も修復された。
| 指定名称           | 種別   | 指定年月日                | 所在地           |
| ------------------ | ------ | ------------------------- | ---------------- |
| 絹本著色十六羅漢像 | 絵画   | 1960年（昭和35年）3月10日 | 松応寺           |
| 松平広忠使用床几   | 工芸品 | 1960年（昭和35年）3月10日 | 岡崎市美術博物館 |
| 鎌倉彫大香合       | 工芸品 | 1960年（昭和35年）3月10日 | 松応寺           |
| 松平広忠使用青貝鞍 | 工芸品 | 1960年（昭和35年）3月10日 | 岡崎市美術博物館 |
| 秋草文平蒔絵提箱   | 工芸品 | 1987年（昭和62年）7月15日 | 松応寺           |
| 松平広忠公御廟所   | 史跡   | 1962年（昭和37年）6月15日 | 松応寺           |

## 札所
- 三河三十三観音霊場 第5番